# Soudan, Minnesota
Soudan är en ort i Saint Louis County i delstaten Minnesota, USA.